# Mario Amato
Mario Amato (Palermo, 24 novembre 1937 – Roma, 23 giugno 1980) è stato un magistrato italiano.
Sostituto procuratore della Repubblica di Roma, fu assassinato da due esponenti dell'organizzazione eversiva neofascista Nuclei Armati Rivoluzionari, mentre era titolare di tutte le inchieste sul terrorismo nero nel Lazio.

## Biografia

### Carriera e indagini sull'eversione nera
Dopo essere stato sostituto procuratore presso la procura della Repubblica di Rovereto dal settembre del 1971 all'estate del 1977, il 30 giugno 1977 Mario Amato fu trasferito con la stessa qualifica presso la procura di Roma. Ebbe incarico dal procuratore generale Giovanni de Matteo di riprendere le indagini avviate dal magistrato Vittorio Occorsio, che era stato ucciso mentre indagava sul gruppo di destra eversiva dei NAR e sul neofascista Pierluigi Concutelli (le indagini dimostrarono successivamente che fu proprio il Concutelli l'autore dell'omicidio Occorsio). Amato ebbe allora la promessa, mai mantenuta, di essere affiancato da uno o due altri colleghi.
Con Vittorio Occorsio, Mario Amato fu il primo magistrato a «tentare una "lettura globale" del terrorismo nero. Attraverso i parziali successi delle indagini su singoli episodi terroristici disse davanti al Consiglio Superiore della Magistratura (CSM) il 13 giugno 1980, solo dieci giorni prima di essere ucciso:
Amato riuscì a ricostruire le connessioni tra destra eversiva e banda della Magliana e intuì i legami tra sottobosco finanziario, economico e potere pubblico. Aveva scoperto, tra l'altro, che i NAR cercavano un'alleanza "tattica" con gli estremisti di sinistra»(come auspicato da anni da Franco Freda, il teorico dell'alleanza tattica con il terrorismo di opposto colore e a quel tempo sotto processo per la strage di Piazza Fontana), e che il gruppo facente capo a Fioravanti era organizzato alla stregua delle Brigate Rosse e stava diventando estremamente pericoloso.
Fu però lasciato solo a svolgere queste indagini, isolato dai suoi superiori e oggetto di continui attacchi da parte del collega giudice Antonio Alibrandi (padre del terrorista dei NAR Alessandro e fedelissimo di Giusva Fioravanti). In una procura della Repubblica che sarà poi chiamata spesso dalla stampa, riprendendo il titolo di un'opera di Georges Simenon, Il porto delle nebbie, Amato era destinato ad entrare presto così nel mirino della destra eversiva e terroristica.

### Omicidio

Il cadavere del giudice Mario Amato

Il «terrorismo nero» fu da lui perciò indagato nella più sconsolante solitudine e solo rimase fino alla mattinata del 23 giugno 1980 poche settimane prima della strage di Bologna.
Ricevuto un diniego per l'uso di una vettura blindata, per le "difficoltà" di fargli arrivare alle 8:00 del mattino uno degli autisti (che entravano in servizio solo alle 9:00), Mario Amato non ebbe modo di giungere in sicurezza nel suo ufficio alla procura, in piazzale Clodio. Mentre attendeva un autobus alla fermata posta all'incrocio tra viale Jonio e via Monte Rocchetta, il sostituto procuratore fu raggiunto alle spalle da Gilberto Cavallini, che gli esplose alla nuca un colpo di rivoltella fatale, per poi fuggire con una motocicletta che lo aspettava, alla cui guida era l'altro NAR Luigi Ciavardini.

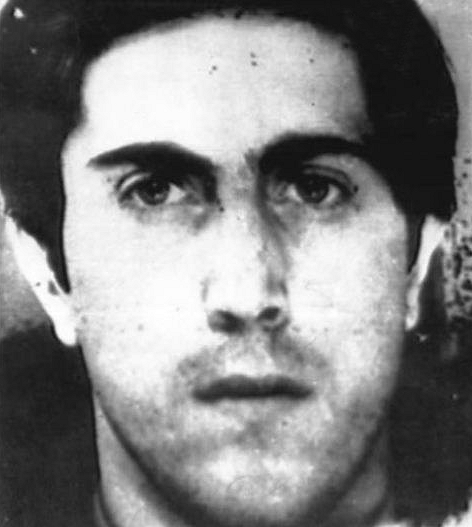
Gilberto Cavallini, terrorista dei Nuclei Armati Rivoluzionari

Alla notizia dell'avvenuto assassinio, i pluriomicidi Giusva Fioravanti e Francesca Mambro festeggiarono, secondo le loro stesse dichiarazioni, consumando ostriche e brindando con champagne. Stilarono poi il volantino di rivendicazione in cui affermavano: «oggi Amato ha chiuso la sua squallida esistenza, imbottito di piombo».

### Dopo la morte
Solo dopo la morte di Mario Amato si formò un pool all’interno della Procura capitolina che, in brevissimo tempo, grazie soprattutto al lavoro ed alle intuizioni del magistrato, conseguì risultati istruttori straordinari, cambiando radicalmente il modo di lavorare in tutte le indagini di eversione politica e terrorismo, di destra e di sinistra e anche in quelle di criminalità organizzata.
La Corte d'Assise di Bologna con la sentenza nr. 1/2020 ha condannato all'ergastolo Cavallini Gilberto Giorgio per il delitto di strage commesso a Bologna il 2 agosto 1980.

## Memoria
Nel 1981 gli viene intitolata in segno di omaggio l'aula delle udienze penali del tribunale di Rovereto. Il 23 giugno 2012, nell'anniversario della morte, dopo una cerimonia di ricordo, il comune di Rovereto gli ha dedicato una via posta alle spalle del tribunale cittadino; il comune di Roma lo ha ricordato con una via nei pressi di piazzale Clodio.
A 33 anni dalla morte del magistrato il municipio III ha dedicato un monumento sul luogo dell'agguato.
Nel 40º anniversario della morte gli è stato dedicato un francobollo ordinario appartenente alla serie tematica "Il senso civico" con un costo di Euro 1,10, equivalente alla tariffa riconoscibile dalla lettera "B".